# Génova (Quetzaltenango)
Génova es un municipio del departamento de Quetzaltenango, localizado a 64 km de la ciudad de Quetzaltenango y a 220 km de la Ciudad de Guatemala en la región sur-occidente de la República de Guatemala.
Tras la Reforma Liberal de 1871, la región que ocupa el municipio de Génova fue integrada al municipio de «Morazán», el cual fue creado como tal en 1881, aunque luego fue convertido en el municipio de «Franklin» en 1882. Por su parte, el poblado que actualmente es la cabecera municipal se llamó Taltute originalmente, y fue ocupado por personas que fueron desplazadas por la erupción del volcán Santa María en 1902. Fue nombrado «Santa Joaquina» de 1910 a 1920 en honor a la recientemente fallecida madre del presidente de Guatemala, licenciado Manuel Estrada Cabrera, Joaquina Cabrera. Tras el derrocamiento del presidente Estrada Cabrera en 1920, el gobierno de Carlos Herrera y Luna decretó que todos los poblados y entidades que llevaran su nombre y el de sus familiares deberían ser renombrados, y este municipio fue llamado «Génova».

## División política
El municipio cuenta con un pueblo, aldeas,caseríos, cantones, colonias, Parcelamientos, Haciendas
| Pueblo o aldea | Barrios                         | Caseríos                                                       | Parcelamientos |
| -------------- | ------------------------------- | -------------------------------------------------------------- | -------------- |
| Génova         | Sector Guadalupe y Sector Norte | Guadalupe, Sector Méndez                                       |                |
| Bolívar        | N/A                             | El Castaño, Más Adentro, Rosario, El Rosario, La Paz, Morazán, |                |
| San Miguelito  | N/A                             | Talzachum                                                      |                |

## Geografía física

### Accidentes hidrográficos
| Categoría | Listado |
| --------- | --- |
| Ríos      | Ayal, El Rosario, Las Pilas, Ocosito, Talchulul, Talticú, BatzáCantel, Jocá, Las Ánimas, Los Patos, Manantial, Rosario, San Carlos, Taleche, Talsachim, Tilapa |
| Zanjones  | El Tecolote, El Tigre, La Toma |

### Clima
La cabecera municipal de Génova tiene clima tropical (Clasificación de Köppen: Aw).
| Parámetros climáticos promedio de Génova | Parámetros climáticos promedio de Génova | Parámetros climáticos promedio de Génova | Parámetros climáticos promedio de Génova | Parámetros climáticos promedio de Génova | Parámetros climáticos promedio de Génova | Parámetros climáticos promedio de Génova | Parámetros climáticos promedio de Génova | Parámetros climáticos promedio de Génova | Parámetros climáticos promedio de Génova | Parámetros climáticos promedio de Génova | Parámetros climáticos promedio de Génova | Parámetros climáticos promedio de Génova | Parámetros climáticos promedio de Génova |
| Mes                                      | Ene.                                     | Feb.                                     | Mar.                                     | Abr.                                     | May.                                     | Jun.                                     | Jul.                                     | Ago.                                     | Sep.                                     | Oct.                                     | Nov.                                     | Dic.                                     | Anual                                    |
| ---------------------------------------- | ---------------------------------------- | ---------------------------------------- | ---------------------------------------- | ---------------------------------------- | ---------------------------------------- | ---------------------------------------- | ---------------------------------------- | ---------------------------------------- | ---------------------------------------- | ---------------------------------------- | ---------------------------------------- | ---------------------------------------- | ---------------------------------------- |
| Temp. máx. media (°C)                    | 28.1                                     | 28.3                                     | 29.1                                     | 28.9                                     | 28.5                                     | 27.4                                     | 28.0                                     | 28.3                                     | 27.7                                     | 27.6                                     | 27.9                                     | 28.2                                     | 28.2                                     |
| Temp. media (°C)                         | 21.7                                     | 22.0                                     | 22.8                                     | 23.0                                     | 23.1                                     | 22.4                                     | 22.6                                     | 22.8                                     | 22.5                                     | 22.3                                     | 22.2                                     | 22.0                                     | 22.5                                     |
| Temp. mín. media (°C)                    | 15.4                                     | 15.8                                     | 16.5                                     | 17.2                                     | 17.7                                     | 17.5                                     | 17.3                                     | 17.3                                     | 17.3                                     | 17.1                                     | 16.5                                     | 15.8                                     | 16.8                                     |
| Precipitación total (mm)                 | 25                                       | 40                                       | 76                                       | 174                                      | 430                                      | 635                                      | 540                                      | 552                                      | 687                                      | 606                                      | 180                                      | 55                                       | 4000                                     |
| Fuente: Climate-Data.org                 |                                          |                                          |                                          |                                          |                                          |                                          |                                          |                                          |                                          |                                          |                                          |                                          |                                          |

### Ubicación geográfica
Génova se encuentra en la parte sur del departamento de Quetzaltenango y es uno de los municipios más grandes del mismo; está localizada entre los límites de Quetzaltenango junto al departamento de Retalhuleu y a una distancia de 55 km de la cabecera departamental Quetzaltenango. Parte muy importante del municipio de Génova es que en un punto céntrico se une tres departamentos siendo estos: Quetzaltenango, Retalhuleu y San Marcos. 
Sus colindancias son:
- Norte: Colomba, Flores Costa Cuca y Coatepeque, municipios del departamento de Quetzaltenango
- Este: El Asintal, municipio del departamento de Retalhuleu
- Oeste: Coatepeque, del departamento de Quetzaltenango
- Sur: Retalhuleu, municipio y cabecera del departamento de Retalhuleu

|                   | Norte: Colomba Flores Costa Cuca Coatepeque |                  |
| Oeste: Coatepeque |                                             | Este: El Asintal |
|                   | Sur: Retalhuleu                             |                  |

## Gobierno municipal
Los municipios se encuentran regulados en diversas leyes de la República, que establecen su forma de organización, lo relativo a la conformación de sus órganos administrativos y los tributos destinados para los mismos.  Aunque se trata de entidades autónomas, se encuentran sujetas a la legislación nacional. Las principales leyes que rigen a los municipios en Guatemala desde 1985 son:
El gobierno de los municipios de Guatemala está a cargo de un Concejo Municipal mientras que el código municipal —que tiene carácter de ley ordinaria y contiene disposiciones que se aplican a todos los municipios de Guatemala— establece que «el concejo municipal es el órgano colegiado superior de deliberación y de decisión de los asuntos municipales […] y tiene su sede en la circunscripción de la cabecera municipal». Por último, el artículo 33 del mencionado código establece que «[le] corresponde con exclusividad al concejo municipal el ejercicio del gobierno del municipio».
El concejo municipal se integra con el alcalde, los síndicos y concejales, electos directamente por sufragio universal y secreto para un período de cuatro años, pudiendo ser reelectos.
Existen también las Alcaldías Auxiliares, los Comités Comunitarios de Desarrollo (COCODE), el Comité Municipal del Desarrollo (COMUDE), las asociaciones culturales y las comisiones de trabajo. Los alcaldes auxiliares son elegidos por las comunidades de acuerdo a sus principios, valores, procedimientos y tradiciones, estos se reúnen con el alcalde municipal el primer domingo de cada mes. Los Comités Comunitarios de Desarrollo y el Consejo Municipal de Desarrollo tiene como función organizar y facilitar la participación de las comunidades priorizando necesidades y problemas.

## Historia

### Tras la Reforma Liberal
Tras la Revolución Liberal de 1871, el área se designó con el nombre de municipio de «Morazán», en honor al caudillo liberal Francisco Morazán que había sido derrotado por Rafael Carrera en 1840;  comprendía el centro de lo que se conocía como «Reducción Agrícola de la Costa Cuca», Comisión Política, «Reducción Agrícola de Saquichillá» y «Reducción Agrícola de Chuvá», o sea la extensión superficial que en la actualidad ocupan aproximadamente los municipios de Flores Costa Cuca, Colomba Costa Cuca, Génova, El Asintal y Nuevo San Carlos.  El municipio de Morazán fue formado por el acuerdo del 11 de junio de 1881.
El acuerdo gubernativo del 10 de abril de 1882 del gobierno de Justo Rufino Barrios dispuso suprimir el municipio de Morazán y erigir otro al que se designaba «Franklin», como parte de la política de Reforma Agraria de su gobierno, y que consistía en la expropiación de tierras comunales de indígenas.
Creación del poblado de Nuevo San Carlos Sija por un Acuerdo Gubernativo del 29 de noviembre de 1879, firmado por el presidente Justo Rufino Barrios para favorecer a los milicianos miembros del «Batallón Sijeño» que carecían de tierras, se les hizo la repartición de los terrenos baldíos de Flores Costa Cuca en el Paraje denominado «Xolhuitz» (español: «Entre montañas y volcanes»). Estos terrenos tenían una extensión de 30 caballerías con 260 cuerdas y 68 centésimos, siendo encomendado para dirigir y realizar las medidas, el ingeniero agrimensor José Carmen Escobar.[cita requerida]

### Erupción del volcán Santa María en 1902

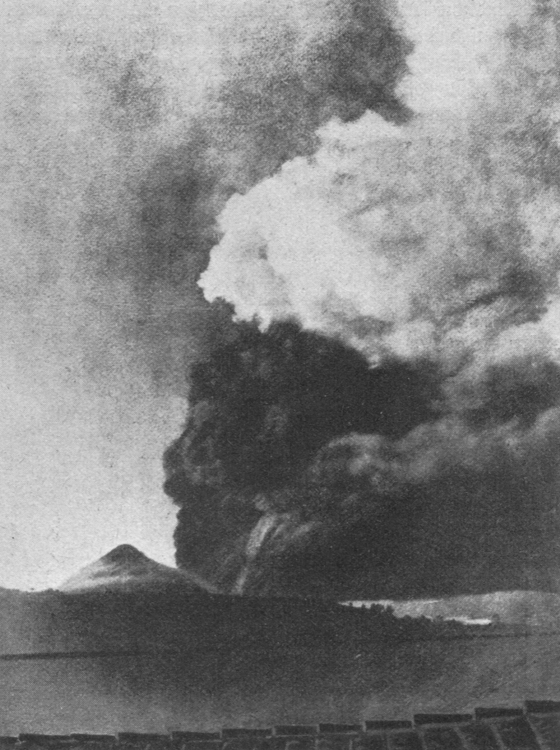
Erupción del volcán Santa María.

1902 fue un año trágico para la región de Quetzaltenango: recién se estaba recuperando del terremoto de San Perfecto el 18 de abril, cuando el 24 de octubre de ese mismo año hizo erupción el volcán Santa María.  El volcán había estado inactivo desde la conquista española en 1524 y con su cono casi perfecto de 3768 metros de altura, era un marco escénico para la ciudad quetzalteca. La erupción fue más devastadora que el terremoto, ya que también provocó cuantiosos daños en las fincas y aldeas aledañas y hay recuentos que la arena y ceniza alcanzaro la región de Chiapas, en México. Se calcula que la catástrofe provocó cinco mil muertes y miles de pesos en pérdidas agrícolas y materiales.
En medio de la conmoción, la Jefatura Política y la Corporación Municipal se encargaron de organizar los recursos inmediatos de que disponían para socorrer a las víctimas, organizar la ayuda proveniente de los vecinos que la podían proporcionar y gestionarla al gobierno de la capital. En la ciudad de Guatemala el presidente Manuel Estrada Cabrera y su gabinete estaban ocupados en la organización de los festejos de Minerva. Su respuesta ante la catástrofe fue disminuirla y en el peor del caso, tratar de silenciarla evitando que los medios de prensa divulgaran las dimensiones de la catástrofe en la región occidental del país.
La respuesta oficial del gobierno central ante las autoridades quezaltecas fue de declarar no disponibilidad de fondos públicos, ya que recientemente se habían empleado en la ayuda para esa misma ciudad, para los damnificados por los terremotos del mes de abril, por lo cual era imposible atender a la petición.
El poblado que actualmente ocupa la cabecera municipal de Génova fue creado debido a la erupción, ya que los pobladores del municipio de San Martín Sacatepéquez, que en ese tiempo era llamado «San Martín Chile Verde», fueron obligados a instalarse en «Taltute» tras la destrucción de su localidad.

### Gobierno de Manuel Estrada Cabrera
El municipio sufrió algunos cambios durante el régimen de Manuel Estrada Cabrera; el acuerdo gubernativo del 2 de febrero de 1912 dispuso que la finca Mujuliá pasara a la jurisdicción de Colomba, mientras que el del 14 de noviembre de 1914 segregó a la finca «La Concepción» de Santa Joaquina y la pasó a Colomba.
Ahora bien, durante el gobierno del licenciado Estrada Cabrera se dieron caso extremos de servilismo; uno de ellos ocurrió en el municipio de Colomba, cuando una de las aldeas dentro del municipio llamada Taltute, fue bautizada con el nombre de Santa Joaquina, en honor a la recientemente fallecida madre del presidente Estrada Cabrera, Joaquina Cabrera.  Es más, por acuerdo gubernativo del 29 de agosto de 1912 se dispuso erigir el municipio de «Santa Joaquina», segregando la hasta entonces aldea de Colomba Costa Cuca. 
El nombre de Santa Joaquina se conservó, hasta que por medio del acuerdo gubernativo del 3 de mayo de 1920, promulgado dos semanas después de que Estrada Cabrera fuera derrocado, se suprimieron de los poblados el nombre de Estrada Cabrera y de cualquiera de sus familiares; el municipio fue posteriormente bautizado como «Génova».

## Economía
El municipio cuenta con una gran variedad de actividades económicas, cuenta con la actividad precueria, agricultura, artesanía y turismo. La fuente de comercio más importante y abundante es la agricultura ya que sus cosechas han mantenido al municipio para la comercialización de su poblado. Entre las cosechas más importantes están:
- Maíz
- Café
- Mango
- Frijol
- Ajonjolí

## Educación
La Educación en el municipio ha ido en constante avance a raíz de ello existen diversos colegios privados, Institutos públicos, por cooperativas y por sistema de Telesecundaria así como escuelas primarias y pre primarias. Entre las principales instituciones Educativas con que cuenta el municipio para la formación de profesionales están: Colegio Privado Mixto "Liceo Florense" ubicado en el centro del municipio de Génova, Instituto Nacional de Educación Diversificada (INED) Instituto Mixto de Educación Básica por Cooperativa (IMEBC) ubicado en el centro del municipio de Génova